# 淝田镇
淝田镇，是中华人民共和国湖南省衡陽市耒阳市下辖的一个乡镇级行政单位。

## 行政区划
淝田镇下辖以下地区：
肥美村、庙下圩村、五岳村、利荆村、振兴村、围塘村、板石塘村、飞跃村、同心村、红光村、合意村、五泉村、光芒村、红旗村、白米山村和二官塘村。